# Marienkirche Molzen

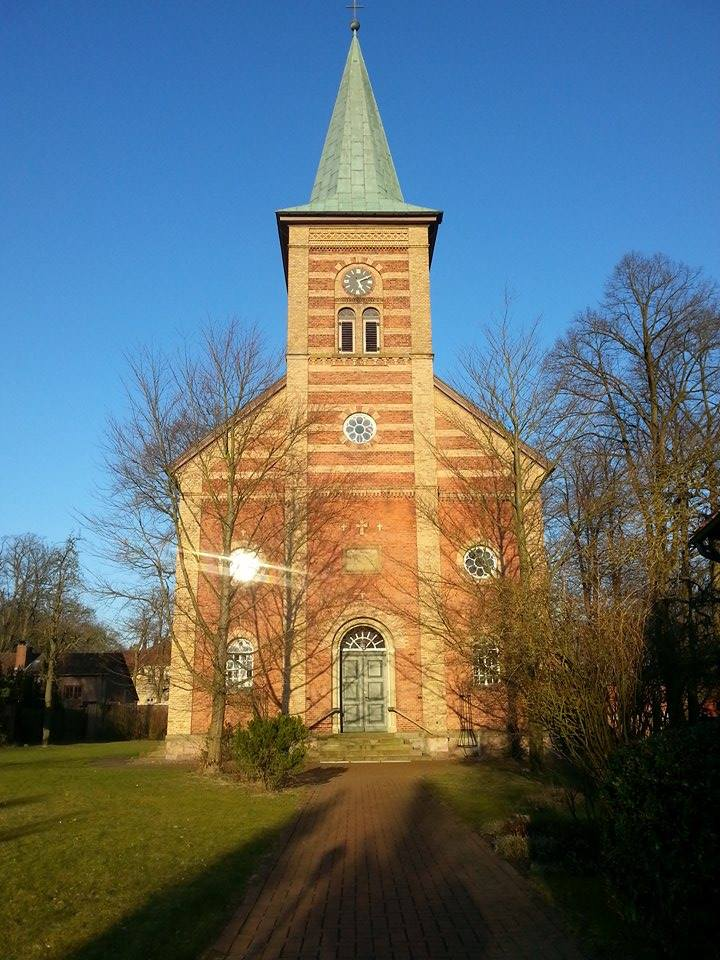
Haupteingang der Marienkirche

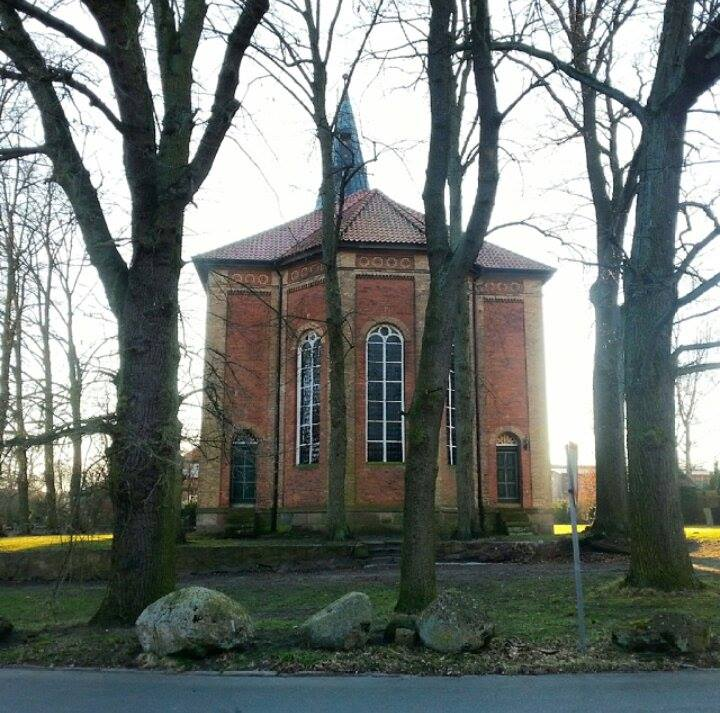
Rückseite der Marienkirche

Die Marienkirche in Molzen ist eine evangelisch-lutherische Kirche im Kirchenkreis Uelzen.

## Architektur

### Die mittelalterliche Kirche Molzens
Von der alten Marienkirche in Molzen sind keine Bilder vor dem Neubau vorhanden, man kann jedoch das Aussehen anhand von Rechnungen der Bauteile erschließen, die im Lauf der Jahrhunderte repariert wurden. Das rekonstruierte Bild stellt die Marienkirche als eine einschiffige Saalkirche dar. Der freistehende Turm hatte einen Feldsteinsockel mit aufstrebendem Fachwerk und lag an der Westseite der Kirche. Im Innenraum der Kirche befand sich die Kanzel an einem Pfeiler zwischen der Apsis und dem Langhaus. Diese mittelalterliche Kirche wurde im Verlauf der Jahrhunderte baufällig und immer wieder reparaturbedürftig. 1620 mussten Bausteine ersetzt werden, da diese bereits aus dem Mauerwerk herausgefallen waren, und die tragenden Innenpfeiler mussten ebenfalls aufgemauert werden. Allerdings war die umfangreichste Reparatur, die gesamte Restaurierung der Kirche am 24. November 1746, durch den Propst Johann Christoph Zimmermann, der diese Kirche vorher besuchte und sie als marode betitelte. So wurden im Juni 1746 die Baumaterialien geliefert. Der Kirchturm jedoch musste im Jahr 1771 abgerissen werden, da dieser unter dem Siebenjährigen Krieg gelitten hatte, dieser war bereits im Jahr 1772/73 neu errichtet.

### Neuerbauung im Jahr 1852
Als der Pastor Christian Ludwig Prelle im Jahr 1845 sein Amt in der Pfarrei Molzen antrat, sorgte er für einen Abriss und den Neubau der Marienkirche in Molzen, denn er wagte es nicht mehr, den Gottesdienst in der maroden Kirche abzuhalten. Im Mauerwerk der Kirche verbreiteten sich erneut Risse. Pastor Prelle hatte Erfolg und konnte den Kirchenjuraten von der Notwendigkeit eines Neubaus überzeugen. Die Marienkirche wurde mit dem Beschluss vom 6. Januar 1852 im Herbst abgerissen, und der Kirchenvorstand vom Königlichen Konsistorium gab am 6. Juli 1852 seine Zustimmung für den Neubau. Mit dem Entwurf wurde Ludwig Hellner, ein Architekt, der früher in Hannover das Amt des Konsistorialbaumeisters besaß, beauftragt. Er erstellte bereits ein Jahr zuvor, am 26. August 1851, ein Bauzustandsgutachten und legte die Baupläne vor, und darüber hinaus fertigte er 58 Stück Arbeitsrisse, Schablonen sowie die Contractbedingungen an. Diese Baupläne des Architekten Ludwig Hellner wurden vom Konsistorium genehmigt.
Allerdings wünschte sich die Gemeinde Änderungen an dem vorliegenden Plan, sie forderte „die Anlage eines abgesetzten polygonal geschlossenen, besonderen Chorraum statt des einfachen rechteckigen Grundrisses, eine seitliche Kanzelstellung, statt der [entworfenen,] graden [,] schlichten Kanzelaltarwand, sowie […] eine [Ü]berdeckung von Chor und Schiff mit Kreuzgewölbe, statt des geplanten Spiegelgewölbes“ (S. 102 Z. 13–21). Außerdem sollte der Kirchenbau von Heller wie in Bromen und Bergen/Dumen ebenfalls eine Saalkirche ohne Seitenschiffe werden, so dass seitliche Emporen für die Kirchengemeinde eingebaut werden können. Auch soll gegenüber dem Altar über dem Westportal die weit vorgeschobene Orgelempore anlagern. Architekt Heller nahm am 11. Januar 1853 an einem Treffen im Schulhaus in Molzen, an dem ebenfalls der Kirchenvorstand und eine große Anzahl von Bauunternehmen, die bereits ihre Kostenanschläge eingereicht hatten, anwesend waren, teil. Bei diesem Treffen waren Bauaufträge an einen Baumeister, einen Zimmermann, einen Dachdecker und an einen Maurermeister zu vergeben. Die Arbeiten für den Neubau der Kirche begannen im Mai 1853 mit der Grundsteinlegung. Die Baumaterialien wurden durch die Dörfler herangeschafft, denn diese verfügten über die erforderlichen Fuhrwerke und Transportmittel, um die Feldsteine für die Fundamentierung und das untere aufstrebende Mauerwerk des Kirchbaus zu transportieren.
Das Fundament war Ende Mai gelegt, so dass die Feier der Grundsteinlegung am 20. Mai 1853 stattfinden konnte. Nach der Tradition und dem alten Brauch wurde eine Nachricht in den Grundstein eingelegt, in der die Namen der Personen, die zum Neubau beigetragen haben, festgehalten wurden. Außerdem wurden die Namen der Männer, die das öffentliche und politische Leben der Jahre prägten, aufgeführt. Der Bau der Marienkirche wurde im folgenden Jahr abgeschlossen und konnte am 17. Dezember 1854 feierlich eingeweiht werden.

## Taufengel
In der Marienkirche hängt der einzige erhaltene barocke Taufengel im Kreis Uelzen. Dieser schwebt seit 1961 wieder über dem Taufstein im Kirchchor. Er wurde im 17. Jahrhundert von vornehmen Familien, die ihre Prieche oder ihren Kirchenstuhl in der Kirche hatten, gestiftet. Beim Abriss 1852 wurde er auf dem Dachboden der neu gebauten Kirche eingelagert, wo man ihn in den späten 1950er Jahren wiederentdeckte. Man ließ den Engel von Christian Buhmann in Hannover restaurieren. Er hatte bereits ein Jahr zuvor einen Kostenvoranschlag von 580 DM eingereicht. „Ein Herr ein Glaube eine Taufe“ steht auf dem Spruchband, welches der Engel dem Täufling entgegenreicht, dieser Spruch ist die Verheißung aus dem Brief des Apostels Paulus an die Epheser.

## Glocken
Die Glocke Maria wurde 1510 von Harmen Kloster aus Hildesheim gegossen und überdauerte alle Kriege und Notzeiten. 1952 musste sie repariert werden, da sie durch den Schlag eines zu großen Klöppels einen Riss bekam, dieser wurde durch das Glockenschweißwerk Lachenmeyer in Nördlingen geschweißt, so dass sie seit 1954 wieder zum Gottesdienst läutet.
Es gab in den früheren Jahrhunderten eine weitere Glocke, die schon 1606 erwähnt wurde, diese wurde jedoch, als sie einen Riss hatte, von Johann Meyer aus Celle eingeschmolzen und in eine neue Form gegossen. Allerdings wurde die Glocke 1927 erneut eingeschmolzen.
Zur 100-jährigen Kirchweihe wurde die Glocke Martha am 9. Mai 1954 eingeweiht, diese wurde von der Glocken- und Kunstgießerei Rincker in Sinn gegossen. Ihre Aufschrift lautet: Ich rufe die Lebendigen zur Buße und die Toten zur Ruhe. Gott allein alle Ehre! erinnert an die Gottesdienste, die Ein- und Aussegnungen der Gemeindemitglieder und an die Kriegs- und Notjahre der vergangenen Jahrzehnte.